# Операция «Опалённый меч»
Операция «Опаленный меч» (перс. عَمَلیاتِ شمشیرِ سوزان‎) — военная операция, проведённая ВВС Ирана для уничтожения иракского ядерного реактора «Осирак» в сентябре 1980 года. Этот авиаудар стал первой  в мире атакой на ядерный реактор. Иран стремился помешать прогрессу Ирака в ядерных исследованиях и разработках из-за Ирано-иракской войны, опасаясь возможности использования любого потенциального иракского ядерного оружия по иранской территории в будущем.

## Операция
На рассвете 30 сентября 1980 года четыре F-4 «Фантом» из 33-й тактической истребительной эскадрильи взлетели с авиабазы в Хамадане. Каждый «Фантом» был вооружен шестью бомбами Mark 82, двумя ракетами класса «воздух-воздух» AIM-7 Sparrow и полным боекомплектом 20-мм снарядов для пушки M-61. Двигаясь юго-западным курсом, группа сначала приблизилась к иракской границе, где встретила танкер B-707, сопровождаемый парой F-14, для дозаправки в воздухе. Пересекая границу Ирака на очень малой высоте, группа набрала высоту, чтобы вражеские радары раннего оповещения могли засечь ее достаточно долго, чтобы иракцы решили, что они зафиксировали направление в котором движутся иранцы, к электростанции к югу от Багдада. Некоторое время спустя группа снова снизилась до очень низкой высоты, где иракцы больше не могли их отслеживать. Затем группа разделилась, ведущая пара продолжила движение в том же направлении, что и раньше, к электростанции, в то время как два других «Фантома» направились в сторону Эт-Тувайты, дальше на запад. Когда последние два F-4 «Фантома» приблизились к строительной площадке Таммуз, они оставались на очень низкой высоте, в 4 км от цели самолеты набрали высоту и сбросили 12 бомб Mk.82 на цель. ПВО объекта не успело открыть ответный огонь. По свидетельствам по крайней мере две иранские бомбы попали в сам реактор, в то время как другие бомбы спровоцировали обширное возгорание, которое повредило другое оборудование в комплексе.

## Последствия
Удар нанес серьезный ущерб строящемуся реактору, приостановив иракскую ядерную программу на несколько месяцев.
Менее чем через год, в июне 1981 года израильские ВВС провели операцию "Опера" окончательно уничтожив реактор «Осирак».